# 成田裕一
成田 裕一（なりた ゆういち、1932年 - ）は、日本の工学者。
秋田大学名誉教授。
学位は工学博士（北海道大学・1975年）。

## 概要
1932年3月4日、秋田県秋田市中島本町一番地生まれ。1953年に秋田大学鉱山学部を卒業。1975年12月に「GM計数管の後効果放電に関する研究」により、工学博士（北海道大学）。

## 略歴[2]
- 1950年3月 - 秋田市立高等学校（現 秋田県立秋田中央高等学校）卒業
- 1950年4月 - 秋田大学鉱山学部入学
- 1954年3月 - 秋田大学鉱山学部卒業
- 1954年4月 - 北海道炭鉱汽船株式会社に勤務する。
- 1960年9月 - 秋田県立花岡工業高等学校（現 秋田県立大館桂桜高等学校）の臨時講師に着任する。
- 1961年8月 - 秋田大学鉱山学部助手
- 1964年4月 - 秋田大学鉱山学部講師
- 1968年4月 - 秋田大学鉱山学部助教授
- 1976年4月 - 秋田大学鉱山学部教授
- 1997年3月 - 秋田大学鉱山学部を停年退官，秋田大学名誉教授
- 1997年4月 - 聖霊女子短期大学教授
- 2002年3月 - 聖霊女子短期大学を退職
- 2011年11月 - 瑞宝中綬章受章

## 著書
- 成田裕一『パソコンによる電子回路演習』日本工業新聞社、1983年。
- 成田裕一・玉本英夫『マイコンプログラミングの基礎』日本工業新聞社、1981年。

- 秋田県出身の人物一覧